# Villefranche-d'Albigeois

Villefranche-d'Albigeois este o comună în departamentul Tarn din sudul Franței. În 2009 avea o populație de 1.098 de locuitori.

## Evoluția populației
| An        | 1975 | 1982 | 1990 | 1999 | 2006  | 2009  |
| --------- | ---- | ---- | ---- | ---- | ----- | ----- |
| Populație | 789  | 850  | 898  | 957  | 1.030 | 1.098 |